# Combat de Coëtbihan
Chouannerie
La combat de Coëtbihan a lieu lors de la Chouannerie. Le 25 novembre 1793, les insurgés marchent sur la petite ville de Questembert mais ils sont repoussés par les Républicains.

## Prélude
Bien que repoussés et dispersés à Muzillac, les insurgés se réunissent dès le lendemain de la bataille au bois de Cohignac, à Berric, puis se ravitaillent au château de Pinieux, au nombre de 1 200 selon l'administration de Vannes, ils gagnent Noyal-Muzillac avec l'intention de s'emparer de Questembert qui n'est plus défendue.
Quelques heures après la défaite des insurgés à Muzillac, un détachement de gendarmes et volontaires républicains gagne la petite ville de Questembert commandés par le commissaire Le Gall. Les patriotes de la commune envoient alors les cavaliers dans les campagnes afin de détruire les dernières bandes d'insurgés que les Républicains supposent en déroute et dispersés. Mais, les gendarmes tombent dans une embuscade au village de Lagrée. Ils s'enfuient aussitôt et regagnent Questembert, deux heures après leur départ. Cédant à la panique, les soldats républicains évacuent la commune et se replient sur Rochefort-en-Terre.

## Le combat
L'administration de Questembert fait armer ses habitants et poste des sentinelles, mais les autorités de Rochefort-en-Terre, après avoir vu les fuyards rentrer dans ses murs, envoient de nouvelles troupes menées par Jean-Jacques Duboys, commandant du bataillon du Maine-et-Loire ; 300 hommes et un canon. Le 25 novembre, celui-ci fond sur Noyal-Muzillac, dont le bourg et les villages sont livrés au pillage, puis il regagne Questembert. Mais, en chemin, à Coëtbihan, près de Limerzel, les Républicains aperçoivent les insurgés qui marchent sur la ville.
Le combat s'engage à deux heures de l'après-midi, le village est incendié et les Républicains mieux armés et disposant d'un canon repoussent les insurgés. Selon le rapport de l'adjudant-général Avril à Vimeux, 30 à 40 rebelles ont été tués et les survivants se sont dispersés.

## La répression
Apprenant que 3 000 hommes commandés par le général Tribout marchent sur le Morbihan, la plupart des insurgés rentrent chez eux. Vainqueurs, les Républicains ordonnent aux paysans de se soumettre, de regagner leurs foyers, de rendre leurs armes et de dénoncer leurs chefs, faute de quoi leurs biens seront confisqués et leurs maisons détruites. Si les campagnes se calment, les paysans ne se pressent pas d'obtempérer sur ces deux derniers points, aussi le représentant Jean-Baptiste Carrier envoie Le Batteux pour réprimer la rébellion.
Dès le lendemain de la bataille, à Coëtbihan, un homme et un enfant sont assassinés par des soldats républicains et la tête du premier est tranchée. Le Batteux arrive à Questembert le 29 novembre, il fait arrêter la municipalité et se porte ensuite contre Noyal-Muzillac, le 1er décembre. Le bourg est une nouvelle fois pillé, la population est surprise à l'église. Tous les hommes sont interrogés un par un. Huit sont fusillés ou tués en tentant de s'enfuir.
Dans les jours qui suivent, deux suspects sont encore fusillés à Questembert et Muzillac, Le Batteux ordonne en outre de faire détruire toutes les chapelles. Il part pour Vannes le 11 décembre, mais quelques jours après les représentants Tréhouart et Jullien le rappellent à Redon où il est mis aux arrêts pour ses exactions. Après un court emprisonnement, il est finalement relâché à la suite de l'intervention de Carrier.